# Autopista Vespucio Oriente
La autopista Vespucio Oriente (AVO) —también llamada autopista Américo Vespucio Oriente— es una autopista en Santiago de Chile. 
El primer tramo, conocido como "Vespucio Oriente 1" o "AVO 1", se encuentra entre el sector de Avenida El Salto en Huechuraba y Recoleta, y Avenida Príncipe de Gales en La Reina. Tiene una extensión aproximada de 9,1 kilómetros, y fue inaugurado el 23 de julio de 2022 El segundo tramo de 5,2 km de extensión, conocido como "Vespucio Oriente 2" o "AVO 2" se ubica entre Avenida Príncipe de Gales en Ñuñoa y La Reina, y la Rotonda Grecia en Ñuñoa, Macul y Peñalolén, y es el último tramo pendiente para completar la Circunvalación Américo Vespucio como autopista, y cuyas obras comenzarían a fines de 2022 y demorarían 4 años en completarse.
El costo del proyecto fue cotizado para 3 alternativas: subterránea (US$ 1000 millones), trinchera cubierta (US$ 800 millones) y a nivel de superficie (US$ 500 millones). Finalmente, se optó por dividirlo en dos tramos: un viaducto elevado desde El Salto hasta el Cerro San Cristóbal, y un túnel minero desde este punto hasta la intersección de Tobalaba con Príncipe de Gales, y que posteriormente continuará hasta la Rotonda Grecia y será "AVO 2".
El trazado atraviesa siete comunas del Gran Santiago de Norte a Nororiente; Huechuraba, Recoleta, Vitacura, Las Condes y La Reina correspondiente a "AVO 1", y La Reina, Ñuñoa, Macul y Peñalolén correspondientes a "AVO 2". 
AVO 1 ahorra a los automovilistas aproximadamente 50 minutos en tiempos de viaje por día.[cita requerida]

## Definición del trazado
En 2006, la llegada de Eduardo Bitrán al Ministerio de Obras Públicas de Chile (MOP) estuvo marcada por la revisión casi total de lo hecho en el Gobierno del expresidente Ricardo Lagos. Entonces, el arquitecto Marcial Echenique presentó 5 diseños para la Autopista.
El viernes 26 de mayo de 2006, el titular de  la cartera confirmó que el proyecto estaba en una etapa de rediseño, hecho que atrasaría su licitación que estaba programada para fines de ese año. El entonces El ministro explicó: 

"Estamos yendo a un proyecto que, probablemente, va a tener unos cuatro kilómetros de túnel y no siete como el proyecto original. Esto nos va a permitir ahorrar más de 150 millones de dólares, y bajar el monto del peaje que van a tener que pagar los usuarios…"
Eduardo Bitrán, Teletrece, viernes 26 de mayo de 2006

El MOP comenzó a analizar las distintas opciones para dar continuidad a la Autopista. La opción más económica era, sin duda, la que presentaba mayor rechazo, una autopista de 10 kilómetros en superficie con un costo de US$ 419 millones. Le seguía la opción intermedia de una autopista en trinchera cubierta o túnel de baja profundidad (dos metros aproximadamente), con un costo de US$ 805 millones. La última opción correspondía a la alternativa defendida por los vecinos y alcaldes, una autopista subterránea tipo túnel minero, con un costo de US$ 932 millones.
Los diputados del Partido Por La Democracia (PPD) Carolina Tohá, Jorge Insunza y Ramón Farías, y el independiente Tucapel Jiménez respaldaron el viernes 31 de agosto de 2007 al ministro de  Obras Públicas para construir la nueva autopista en superficie, lo cual despertó el rechazo absoluto de los vecinos del sector. En esta compleja disputa, la parlamentaria Carolina Tohá afirmó que era tremendamente injusto que en los sectores de menores ingresos se instalaran obras de calidad inferior y en los de mayores presupuestos, que tienen mayor capacidad de presión, se ejecutaran proyectos carísimos, que los más pobres pagaban al sufrir el detrimento de recursos públicos, producto de esas obras. Por esas razones, la legisladora oficialista precisó que le parecía un principio esencial de equidad que las inmobiliarias que van a desarrollar proyectos o que los municipios que tendrán mayor comercio, aportaran al financiamiento, y que en eso el ministro Bitrán contaba con todo su respaldo.
Para el diputado de la Región Metropolitana, Jorge Insunza, una cosa clara era que no iba a permitir que una concentración de recursos públicos en la zona oriente de Santiago, en los sectores de más altos ingresos, fuera a perjudicar las inversiones que requiere el resto de la ciudad.
Por su parte, el parlamentario Ramón Farías indicó que estas inversiones de obras públicas se deben hacer del mismo nivel o estándar con el que se han construido en el resto de las comunas de Santiago.

No sería justo para las comunas de escasos recursos, que se les diera un tratamiento especial a (...) Las Condes (...) o La Reina.
Ramón Farías, sitio web oficial, viernes 31 de agosto de 2007

Para algunos, eso no sería la primera vez que sucede, ya que si las estaciones de la línea 4A del Metro de Santiago (Santa Julia, San Ramón, etc.) son comparadas con las estaciones de la línea 4 (Tobalaba, Colón, entre otras), se puede notar el tratamiento especial que se les da a las comunas de mayores ingresos versus las comunas más pobres.
Finalmente, el legislador independiente Tucapel Jiménez sostuvo que no podía ser que los recursos del Estado, dinero de las comunas pobres de Chile, estuvierán financiando proyectos de las zonas más ricas del país.
Primero, la alternativa por la que optó el MOP para el trazado de la ruta urbana fue la de un túnel de baja altura, por lo que la autopista en superficie no estaba en mente, según lo que acordó el ministro Bitrán. Esa solución subterránea facilitaba la conectividad con la vialidad local, evitando la segregación de Vitacura, Las Condes, La Reina, Ñuñoa y Peñalolén. Pero a mediados de noviembre de 2007, luego de costosos estudios de factibilidad sobre el tipo de trazado, el MOP dio a conocer una nueva propuesta para la licitación de la Autopista Vespucio Oriente. El coordinador general de Concesiones, Gonzalo Cordua, confirmó que la mejor alternativa era dividir los 11 kilómetros del proyecto entre túnel minero y soterrado, descartando pistas expresas en superficie. En total, costará 940 millones de dólares, aunque según Cordua, los números indicaban que esa fórmula no requeriría más de US$ 700 millones de inversión, que serán financiados con peajes (hasta el momento, el monto alcanza los 120 pesos chilenos o US$ 0,20 por kilómetro, y cruzar todo Vespucio Oriente costaría 1.400 pesos chilenos o US$ 2,20), aportes de municipalidades (aunque no todas por igual) y subsidios del Estado (inferiores a US$ 100 millones para la creación de un corredor exclusivo para transporte público). De esa forma, la cartera rechazó una propuesta de las empresas, que pretendía no pedir recursos a los municipios, extendiendo a 50 años la concesión. Cordua explicó que, obviamente, tiene que haber aporte municipal. El proyecto está dividido en tres tramos: desde El Salto a Kennedy, un túnel minero de 3,7 kilómetros pasará por el eje Alonso de Córdoba y el Cerro San Cristóbal; desde Kennedy a Bilbao habrá otro túnel minero de 3,3 kilómetros, pero que pasará por el eje Américo Vespucio; y para el tramo más largo, de Bilbao a Grecia, se extenderá una trinchera semicubierta. El MOP asegura que en este trayecto el criterio que primó fue el técnico y no el económico. El entonces ministro Eduardo Bitrán, explicó que se descartó la alternativa del túnel minero al sur de Tobalaba por las dificultades que implica la existencia del Metro. Cordua advirtió que no estaba descartado que empresas inmobiliarias deban allegar recursos, aunque no sería el MOP quien los reuniría. La forma para lograr que esos financiamientos lleguen tendría que hacerse a través de las propias municipalidades. Disconformes con la decisión de modificar el trazado del último tramo del proyecto por Alonso de Córdoba, se mostraron los vecinos, propietarios y usuarios de las tiendas comerciales del sector, quienes aseguraron que el cambio por dicha arteria resultará perjudicial durante el desarrollo de obras y para el futuro del área.
El presidente de las concesionarias, Herman Chadwick, criticó al MOP por la lentitud en sacar el proyecto, ya que, actualmente, la velocidad en Américo Vespucio es de 20 kilómetros por hora y en dos años, según las proyecciones, será de 12 kilómetros por hora.
La comuna de Vitacura presentó una nueva alternativa para la Autopista. Ésta sería más económica, con más áreas verdes, y menos compleja en su ejecución. Esta noticia dio pie a repensar todo el trazado desde el Puente Centenario hasta Grecia.
A inicios de julio de 2008, Acciona e Itínere, controladores de la Autopista Vespucio Sur, presentaron al titular del MOP, Sergio Bitar, la idea de poder ampliar la concesión de la carretera desde su actual límite oriente en avenida Grecia hasta Tobalaba. En Vespucio Sur, apostaban a que las mejoras que se lograran en el límite oriente de su vía expresa les ayudaran a recuperar el flujo que están perdiendo por los atrasos en la construcción del Acceso Sur a Santiago y la demora en la licitación de Vespucio Oriente, cuya operación se prevé para 2013. La autopista mantiene desde 2006 un arbitraje con el MOP, el cual considera una indemnización de unos US$ 100 millones, ya que hoy estaría dejando de percibir ingresos por unos US$ 8 millones anuales por dichas situaciones. En septiembre de 2008, la cartera cerró definitivamente las puertas a la empresa, al afirmar que de ninguna manera le entregaría ese tramo en concesión a Vespucio Sur. Consultado por las razones de la negativa, Gonzalo Cordua explicó que hacer lo contrario sería entregar, sin licitación a la empresa, un tramo de la futura Autopista Vespucio Oriente. Varias de las diez empresas precalificadas para la licitación de esta Autopista expresaron inquietud por la posibilidad de que se adjudicara directamente el tramo Grecia-Tobalaba a Vespucio Sur. De todos modos, Cordua manifestó que lo que se podría hacer, y que es lo único que se está evaluando, es la posibilidad de que se hagan las obras antes de la licitación de Vespucio Oriente y que después sean traspasadas a la nueva concesionaria. El escenario planteado por Concesiones no es el más atractivo como negocio para Vespucio Sur, según fuentes ligadas a la firma. Sin embargo, tras conocer la posición del MOP, la compañía indicó que está abierta a seguir estudiando y analizando alternativas que permitan anticipar obras que irán en directo beneficio de los automovilistas, y que el objetivo de esta propuesta era que los usuarios mejoraran sus tiempos de viaje en una zona muy congestionada. Acciona e Itínere esperan seguir conversando con las autoridades para llegar a un buen acuerdo.

## Controversias

### Defensa del Parque

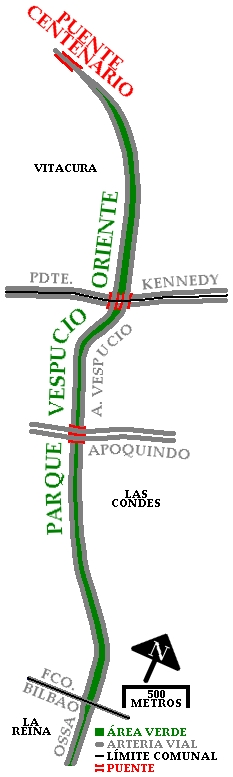
Plano de ubicación del Parque Vespucio Oriente.

La penúltima semana de julio de 2006, se encontró el parque Américo Vespucio Oriente plagado de pancartas haciendo alusión al tema de impedir que se destruya un área verde consolidada en el bandejón central de Vespucio Oriente entre el puente Centenario y Avenida Grecia, para dar paso a la Autopista Américo Vespucio.
Frente a la problemática de arrasar con el parque, las autoridades y el MOP evaluaron diferentes escenarios. La trinchera cubierta, que, con un costo de US$ 805 millones, implicaba necesariamente la pérdida de las especies arbóreas del parque, debido al corte de las raíces, era la favorita del Ministerio, el cual hizo público su apoyo a desarrollar esta alternativa. Por otro lado, un túnel minero era el que exigía la comunidad, pero su déficit se estimaba en unos 350 millones de dólares.
Los alcaldes de las comunas de Vitacura, Las Condes, Ñuñoa, La Reina y Peñalolén presentaron su más amplio rechazo a destruir un parque por una autopista. La comuna de La Reina cuenta con cerca de 18,3 metros cuadrados por habitante de áreas verdes, cifra superior al promedio regional y que le da el carácter de verde y pulmón de Santiago.
Primero, el MOP optó por un túnel de baja altura para proteger las 10,8 hectáreas de parque. Luego, se propuso cambiar el tramo desde Kennedy hasta El Salto por Avenida Alonso de Córdoba, lo que evitará intervenir la zona del parque consolidado en la comuna de Vitacura. Sin embargo, de Bilbao a Grecia, se extenderá una trinchera semicubierta. De todas formas, esta última es similar a la de la Costanera Norte, donde en la superficie hay áreas verdes.

### Reclamos de La Reina

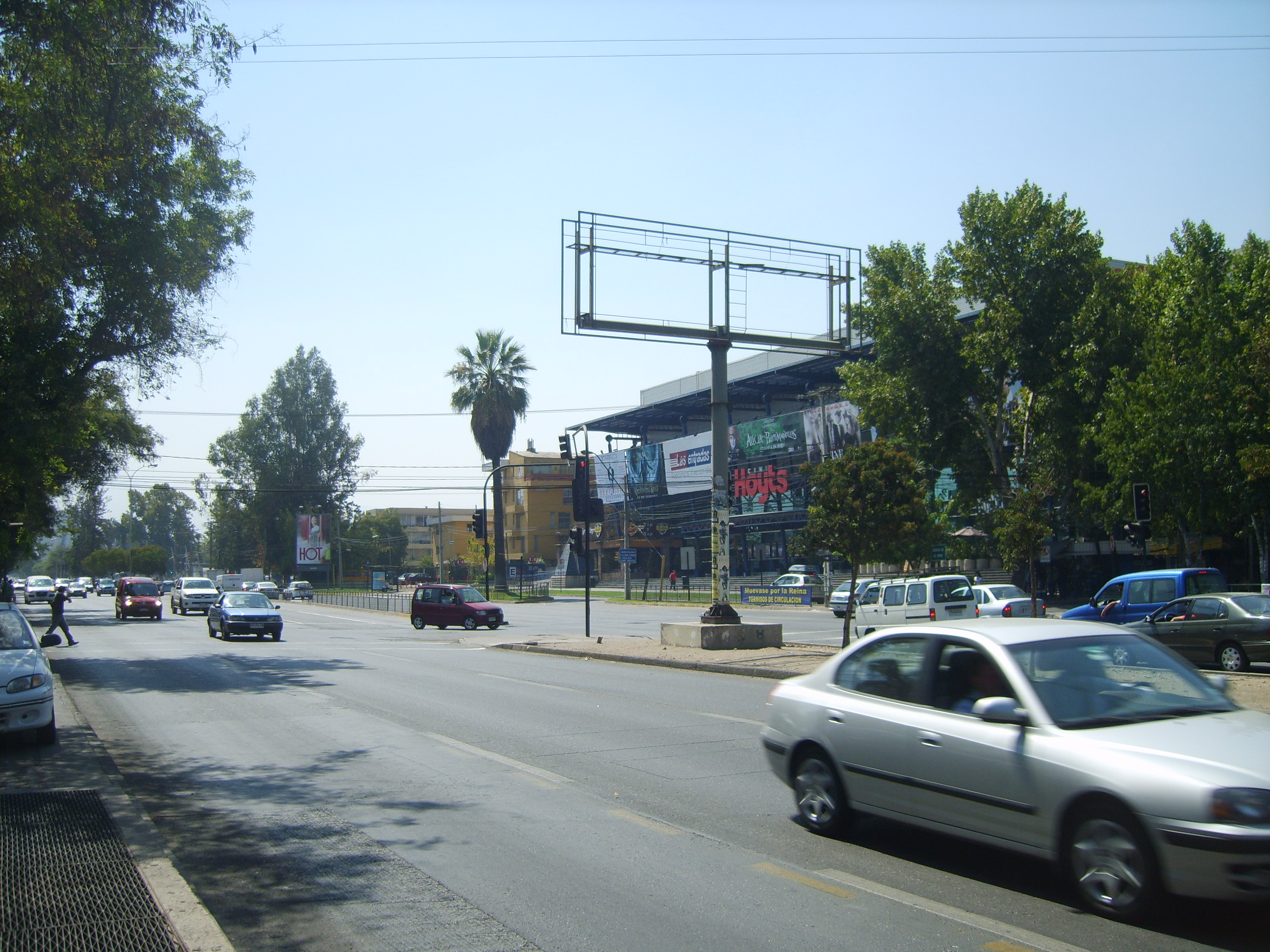
Vista de la Avenida Ossa, sector de la Avenida Circunvalación Américo Vespucio, en los límites de Ñuñoa y La Reina a inicios del 2010, antes de la construcción de la autopista.

Un grupo de vecinos, junto a los concejales de La Reina Francisco Olea (del Partido Socialista) y Adriana Muñoz (del PPD), pidieron al municipio local llamar a un plebiscito para que la comunidad se pronuncie sobre el trazado de la Autopista Américo Vespucio Oriente. El grupo propuso que este trazado sea subterráneo y no por superficie. Los concejales comentaron que muchos vecinos de La Reina manifestaron su rechazo a la construcción de la Autopista, que contemplaba, en ese entonces, el levantamiento de una vía elevada desde avenida Grecia hasta el puente Centenario, con un alto impacto en el entorno y la calidad de vida. Afirmaron que no criticaban estas modernizaciones, que ciertamente las apoyaban, pero querían que también se consideraran los impactos. Por lo mismo, solicitaron que el ministro de Obras Públicas, Eduardo Bitrán, y Marcial Echenique, arquitecto y autor de las propuestas que en ese momento se estaban estudiando, realizarán visitas a terreno en la comuna, con el propósito de generar un diálogo ciudadano en el que las autoridades pudieran comentarles, en términos generales, las ideas del proyecto, y los vecinos dieran su opinión de las mismas.
Cuando se definió el trazado en trinchera cubierta desde Bilbao a Grecia, el alcalde de La Reina, Luis Montt, lo calificó de discriminatorio. El edil argumentó que en Las Condes y Vitacura la ruta irá en túnel minero, pero en La Reina, Ñuñoa y Peñalolén se construirá una trinchera de hormigón, lo que significa que durante las obras se hará un tajo abierto a la faja vial de Américo Vespucio, afectando el tránsito, a los vecinos, comercio y colegios. El subsecretario de Obras Públicas, Juan Eduardo Valdivia, indicó que con la alcaldía se había llegado a acuerdo sobre el trazado y las obras, pero Montt contradijo al MOP al señalar que no tienen ningún acuerdo sobre el diseño. 
Por su parte, los vecinos, mediante organizaciones ciudadanas, se movilizaron y emplazaron en numerosas oportunidades al en aquel entonces ministro de Obras Públicas Eduardo Bitrán, exigiéndole que esta vez no se ocuparan los resquicios a los que acudieron las concesionarias de las otras autopistas urbanas de la capital para no someterse a los respectivos procesos de evaluación ambiental. Aunque Bitrán trabajaba en una reforma en la ley de concesiones, la información sobre el proyecto de Vespucio tampoco era de libre disposición. De hecho, el ministro generó numerosas controversias al declarar que La Reina debía densificarse para financiar la Autopista Vespucio Oriente. También existe incertidumbre ya que, según los vecinos, la construcción en trinchera semicubierta podría cortar en algún momento las principales vías de salida de la comuna (Bilbao, Príncipe de Gales, Echeñique y Larraín). A largo plazo, existe la inquietud sobre el colapso vial que puede provocar el incentivo extra para ocupar automóvil que producen las autopistas urbanas, considerando que La Reina, a pesar de tener bolsones de pobreza, es la tercera comuna con mayor tasa de motorización por hogar de la capital. El cambio de Bitrán por Sergio Bitar en el MOP plantea dudas en cuanto al desarrollo del proceso que el primero se había comprometido con la comunidad. Según la información emanada de diferentes medios de comunicación, Bitar declaró la importancia de volver a reactivar los numerosos proyectos concesionados que se encontraban entrampados en los sistemas de evaluación. Es decir, las dudas surgieron ante el temor de que las nuevas directrices del Ministerio apunten a priorizar la inversión de las concesionarias por sobre la viabilidad y la correcta evaluación de los proyectos.
En La Reina, al debate sobre la construcción de la Autopista, se suman las ansiedades vinculadas a las nuevas propuestas de la alcaldía de modificar el Plan Regulador Comunal. Si este plan se materializa, el trazado de Américo Vespucio Oriente se transformará en un nuevo conflicto urbano con la comunidad reinina, cuyos vecinos deberán enfrentar tensiones sobre el uso de estos paños en superficie en la franja oriente. El actual Plan Regulador reinino autoriza una altura máxima de cuatro pisos en toda la franja de Vespucio, y sólo la existencia de puertas en plaza Egaña, avenida Simón Bolívar (Cine Hoyts) y Tobalaba permite la construcción de altura libre con superficies de 7 mil metros cuadrados. Los vecinos de La Reina, cada vez más informados y exigentes, señalaron en 2006 que no deseaban la construcción en altura en su comuna, y han señalado que prefieren una autopista subterránea, manteniendo así su identidad: el sello residencial, verde y de baja altura.

### Polémica bajada de La Pirámide
Al momento de instalar los pórticos de cobro de televía en la bajada de La Pirámide. Surgió la polémica debido a que el alcalde de Huechuraba, Carlos Cuadrado en conjunto con vecinos de la comuna, denunciaron la falta de una vía gratuita que conectara la comuna con el sector oriente de la capital. Esto debido a que no figuraba dentro de los planes de la concesionaria AVO la construcción de una vía gratuita, obviando así su obligación legal con el Ministerio de Obras Públicas.
El alcalde Carlos Cuadrado propone habilitar el antiguo camino de La Pirámide, como una vía de doble calzada, para que este pudiese servir como ruta alternativa de uso gratuito. Este camino conecta desde Av. El Salto hasta donde se encuentra ubicado el Colegio Saint George. El único impedimento a la realización de este proyecto, que una parte considerable de su tramo, no está en jurisdicción del municipio de Huechuraba sino del Ministerio de Obras Públicas. Mientras el alcalde de Huechuraba llega a acuerdos con el MOP, exige que se frene el cobro del tag, para evitar el incumplimiento de la obligación legal de una vía de uso público y gratuito.